# Angry Birds Trilogy
Angry Birds Trilogy је видео игра коју су заједно развили Rovio Entertainment, Exient Entertainment, Housemarque,  и Fun Labs, а објавила је Activision.
Игра садржи прве три игре из популарне серије мобилних игара (Angry Birds, Angry Birds Seasons и Angry Birds Rio) и објављена је за Xbox 360, Плејстејшн 3 и Нинтендо 3ДС 25. септембра 2012. у Северној Америци и 28. септембра у Европи. И Плаејстејшн 3 и Xbox 360 верзије игре могу се играти са контролама покрета заједно са традиционалним контролерима.   Игра је објављена на Wii и Wii U конзолама 13. августа 2013. у Северној Америци и 16. августа у Европи.  Игра је објављена за Плејстејшн Вита у октобру 2013.
Ова компилација укључује ексклузивне нивое који се не могу наћи у оригиналним играма. Игра такође садржи биографије сваке птице, осим Хала (зелена птица), Баблса (наранџаста птица) и Стеле (ружичаста птица). Како би осигурао да је компилација знатно ажурна са новијим верзијама првобитно објављених игара, Ровио је на одабраним платформама објавио пакете садржаја за преузимање, као што су пакет за управљање бесом и пакет темперамента птица. Пакет за управљање бесом постао је доступан 18. децембра 2012, а Пакет за каљење птица је постао доступан 8. марта 2013.

## Играње
У Angry Birds Trilogy, играч контролише јато разнобојних птица које покушавају да поврате своја јаја, која је украла група гладних зелених свиња (на нивоима Angry Birds Rio, птице покушавају да се врате на њихова јаја). На сваком нивоу, свиње (у Рију, птице у кавезу или мармозетке) су заштићене структурама направљеним од различитих материјала као што су дрво, стакло и камен, а циљ игре је да их елиминише на нивоу. Користећи праћку, играчи лансирају птице са намером да или директно ударе свиње или да оштете структуре, узрокујући да се сруше и попуцају свиње. У различитим фазама игре, додатни објекти као што су сандуци за експлозив и камење се налазе у структурама и могу се користити заједно са птицама за искакање тешко доступних свиња.

### Контроле
Већина верзија Trilogy подржава контроле покрета (или их захтевају, као у верзијама Wii и Wii U), где играчи могу да користе систем контроле покрета заснован на показивачу (као што је Move's Orb или ручни трагач Кинект сензора) или екран осетљив на додир да оперише и циља праћку. Ако контроле покрета нису пожељне, праћка се уместо тога контролише помоћу аналогног штапа .
У свим верзијама, осим верзија Wii и Nintendo 3DS, могуће је брзо ресетовати ниво држањем одређеног дугмета контролера две секунде.

## Пријем
ИГН-ов Лукас М. Томас приметио је побољшане визуелне ефекте и његове додатке, али је био неповољан за контроле покрета, за разлику од стандардних контрола и цене. „Ако сте већ потрошили својих 2,97 долара пре [...] само се вратите на свој Ајфон. Међутим, ако сте нездраво зависни од свих ствари Angry Birds, слободно покупите овај пакет." . Последњу примедбу дао је и Рон ДелВилано из NintendoLife-а. Роберт Воркман из GameZone-а је критиковао 3ДС верзију, упоредиво са верзијама за кућну конзолу и оригиналном мобилном, сматрајући да је дизајн неодољив, а ефекти „минимални“.  Дан Вајтхед из Eurogamer-а осудио је Кинект функцију на верзији Xbox 360, назвавши је лошијом од игре на мобилним верзијама и нешто лошијом од PlayStation Move.